# Harpagophora alokopyge
Harpagophora alokopyge är en mångfotingart som beskrevs av Carl Graf Attems 1909. Harpagophora alokopyge ingår i släktet Harpagophora och familjen Harpagophoridae. Inga underarter finns listade i Catalogue of Life.